# Carlo Francesco Bizzaccheri

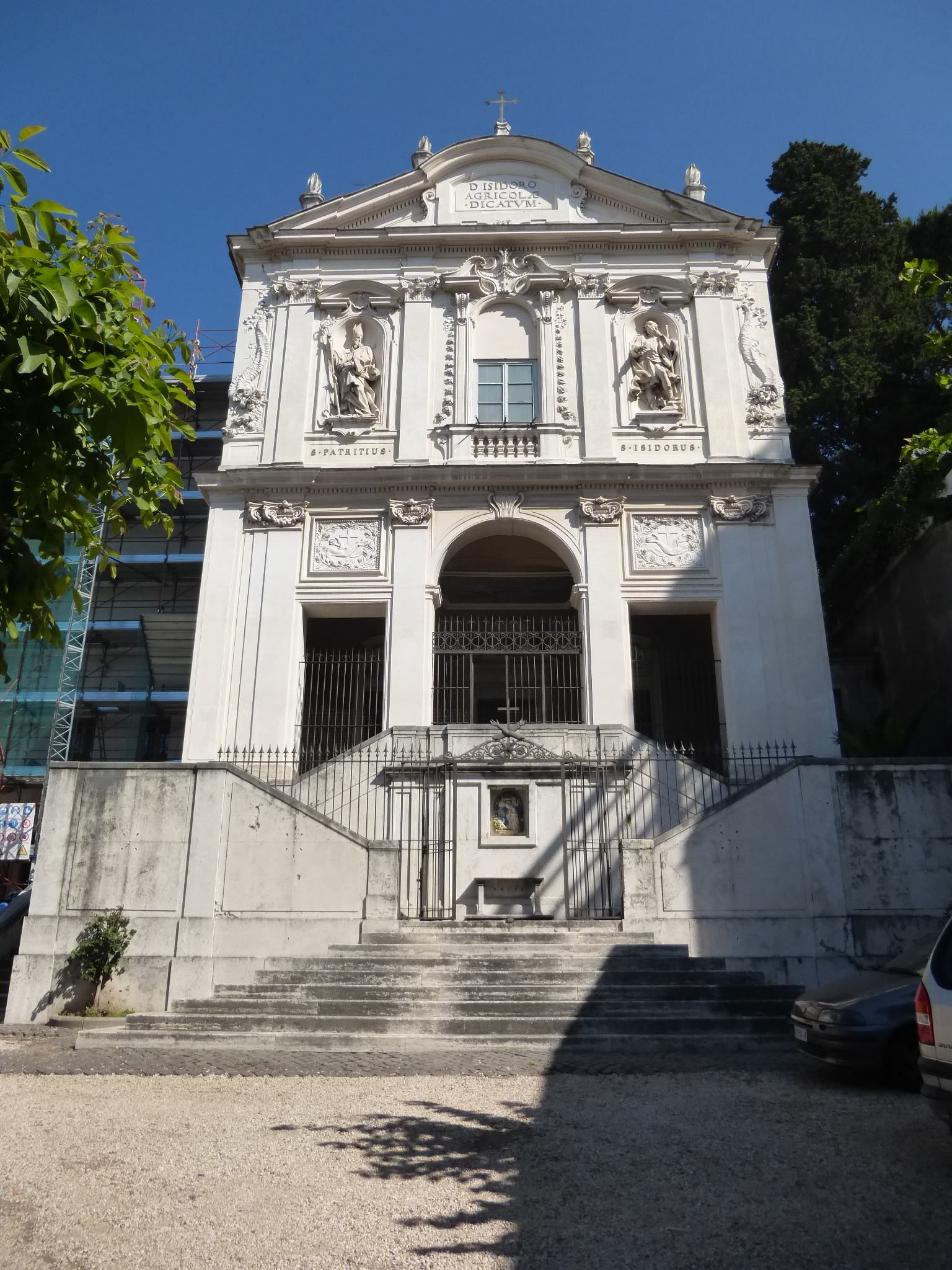
Fasaden till kyrkan Sant'Isidoro a Capo le Case i Rom.

Carlo Francesco Bizzaccheri, född 13 april 1655 i Rom, död där 11 februari 1721, var en italiensk skulptör och arkitekt under barocken och den tidiga rokokon.
I Rom har Bizzacheri utfört fontänen Fontana dei Tritoni (1715), som uppvisar tydlig inspiration från Berninis Fontana del Tritone (1642–1643) på Piazza Barberini. Han ritade även fasaden och portiken till kyrkan Sant'Isidoro a Capo le Case.

## Verk i Rom (urval)
- Gravmonument över Flavia Bonelli – Cappella della Madre del Divino Aiuto, Gesù e Maria[1]
- Fasaden – Sant'Isidoro a Capo le Case[2]
- Dekorationer – Cappella di Sant'Antonio di Padova, Sant'Isidoro a Capo le Case[3]
- Ombyggnad av klostret – San Lorenzo in Lucina[4]
- Palazzo di San Luigi[5]
- Tabernakel – Cappella del Santissimo Crocifisso, San Marcello al Corso[6]
- Dekorationer – Cappella di San Nicola di Bari, Santa Maria Maddalena[6]
- Cappella di Sant'Anna, Santa Maria in Montesanto[7]
- Fontana dei Tritoni, Piazza di Santa Maria in Cosmedin[8]